# Niqmepa' V
Niqmepa' V (... – XVI secolo a.C.) è stato un re amorreo di Ugarit.